# Leucosia craniolaris
Leucosia craniolaris is een krabbensoort uit de familie van de Leucosiidae. De wetenschappelijke naam van de soort werd voor het eerst geldig gepubliceerd in 1758 door Carl Linnaeus.